# ヘスス・メディナ
ヘスス・マヌエル・メディナ・マルドナド（スペイン語: Jesús Manuel Medina Maldonado、1997年4月30日 - ）は、パラグアイのサッカー選手。PFC CSKAモスクワ所属。ポジションはMF。

## クラブ歴
2012年7月7日、15歳にしてクラブ・リベルタのトップチームの試合に出場した。2016年よりトップチームのレギュラーとなった。
2017年12月31日にメジャーリーグサッカーのニューヨーク・シティFCへの加入が発表された。
2022年1月17日、PFC CSKAモスクワにフリー移籍し、3年半契約を結んだ。

## 代表歴
U-20代表として2015 南米ユース選手権、2017 南米ユース選手権に参加した 。
コパ・アメリカ・センテナリオのパラグアイA代表の仮メンバーのうちの一人となったが、最終メンバーからは外れた。その後2017年7月1日に行われたメキシコ代表との親善試合の85分に投入されてA代表初出場を果たした。